# Loxley (Warwickshire)
Pour les articles homonymes, voir Loxley.
Loxley est un petit village du Warwickshire situé sur une colline, à 5 miles de Stratford-upon-Avon, et faisant face à la vallée de l'Avon.
L'église St Nicolas est située au pied de la face Nord de la colline sur laquelle repose Loxley. Elle a été un lieu de culte dès le VIIIe siècle. Certaines des sculptures de cette église sont certainement saxonnes. La tour de l'église, généralement fermée au public, a été construite au XIIIe siècle.
Loxley est l'un des possibles lieux de naissance de Robin des Bois ou Robin de Locksley, l'autre étant le village du même nom, dans le Yorkshire du Sud, actuellement une banlieue de la ville de Sheffield. L'histoire légendaire de Robin des Bois découle de plusieurs versions différentes qui ont évolué au fil du temps, et qui aujourd'hui ne présentent aucune certitude ni sur la réalité historique du personnage de Robin des Bois, ni sur le lieu exact de sa naissance.